# Club Atlético de Madrid 1953-1954
Questa voce raccoglie le informazioni riguardanti il Club Atlético de Madrid nelle competizioni ufficiali della stagione 1953-1954.

## Stagione
Nella stagione 1953-1954 i Colchoneros allenati inizialmente da Ramón Colón, poi esonerato dopo quattro sconfitte e un pareggio e avvicendato da Benito Díaz Iraola, terminarono il campionato all'undicesimo posto, dopo aver trascorso buona parte del girone di andata in ultima posizione. In Coppa del Generalísimo l'Atlético Madrid fu invece eliminato al primo turno dall'Español.

## Maglie e sponsor
| Manica sinistra · Manica sinistra · Maglietta · Maglietta · Manica destra · Manica destra · Pantaloncini · Calzettoni |

## Rosa
| N. |                     | Ruolo | Calciatore        |
| -- | ------------------- | ----- | ----------------- |
| -  | Spagna (bandiera)   | P     | Luis Menéndez     |
| -  | Paraguay (bandiera) | P     | Adolfo Riquelme   |
| -  | Spagna (bandiera)   | D     | Sergio Barragán   |
| -  | Spagna (bandiera)   | D     | Alberto Callejo   |
| -  | Spagna (bandiera)   | D     | Ramón Cobo        |
| -  | Spagna (bandiera)   | D     | Antonio Collar    |
| -  | Paraguay (bandiera) | D     | Heriberto Herrera |
| -  | Spagna (bandiera)   | D     | José María Martín |
| -  | Spagna (bandiera)   | D     | Juan José Mencía  |
| -  | Spagna (bandiera)   | D     | Rafael Mújica     |
| -  | Spagna (bandiera)   | D     | Tinte             |
| -  | Spagna (bandiera)   | D     | Verde             |

| N. |                     | Ruolo | Calciatore              |
| -- | ------------------- | ----- | ----------------------- |
| -  | Spagna (bandiera)   | C     | Gerardo Coque           |
| -  | Spagna (bandiera)   | C     | Enrique Galbis          |
| -  | Spagna (bandiera)   | C     | José Hernández González |
| -  | Marocco (bandiera)  | C     | Larbi Ben Barek         |
| -  | Cile (bandiera)     | C     | Francisco Molina        |
| -  | Spagna (bandiera)   | A     | Enrique Collar          |
| -  | Spagna (bandiera)   | A     | Alfonso Silva Placeres  |
| -  | Spagna (bandiera)   | A     | Adrián Escudero         |
| -  | Spagna (bandiera)   | A     | Miguel González Pérez   |
| -  | Paraguay (bandiera) | A     | Atilio López            |
| -  | Spagna (bandiera)   | A     | Agustín Sánchez         |
| -  | Spagna (bandiera)   | A     | José Juncosa            |

## Risultati

### Primera División

#### Girone di andata
| Arbitro: | Santos López |

|                                   |           |             |
| Tejedor 16’ Ramírez 59’ Arcas 85’ | Marcatori | 18’ Callejo |

| Arbitro: | Arnal Valdivieso |

|               |           |             |
| Ben Barek 24’ | Marcatori | 75’ Galardi |

| Arbitro: | Blanco Pérez |

|            |           |  |
| Pineda 49’ | Marcatori |  |

| Arbitro: | Tamarit Falaguera |

|              |           |                |
| Escudero 70’ | Marcatori | 56’, 85’ Muñoz |

| Arbitro: | Iturrioz Larrinaga |

|                                              |           |                            |
| Peiró 20’ Ortiz 26’ Glaría I 56’ Sánchez 59’ | Marcatori | 15’ Escudero 70’ Ben Barek |

| Arbitro: | García Fernández |

|                                                 |           |  |
| Molina 25’ Ben Barek 46’, 80’ Escudero 85’, 88’ | Marcatori |  |

| Arbitro: | Balcells Regué |

|                                            |           |            |
| Wilkes 15’, 60’, 88’ Pasieguito 66’ (rig.) | Marcatori | 51’ Molina |

| Arbitro: | González Echeverría |

|                                         |           |                                                       |
| Escudero 7’ (rig.) Miguel 25’ Coque 62’ | Marcatori | 1’ (rig.), 40’ (rig.), 68’ Di Stéfano 76’ Roque Olsen |

| Arbitro: | Mazagatos Vicario |

|                                      |           |            |
| Sabino 20’ Madriaga 28’ Zubeldia 57’ | Marcatori | 23’ Miguel |

| Arbitro: | Santos López |

|                          |           |                                                                |
| Escudero 16’, 41’ (rig.) | Marcatori | 9’ Maguregi 19’ Mauri 48’ (rig.) Gaínza 73’ Artetxe 82’ Arieta |

| Arbitro: | Bielsa Naval |

|                           |           |                       |
| Martínez 32’ Alsúa II 35’ | Marcatori | 70’ Miguel 78’ Molina |

| Arbitro: | Balcells Regué |

|               |           |  |
| Hernández 46’ | Marcatori |  |

| Arbitro: | García Fernández |

|              |           |  |
| Corcuera 89’ | Marcatori |  |

| Arbitro: | Iturrioz Larrinaga |

|                  |           |           |
| Escudero 8’, 88’ | Marcatori | 33’ Loren |

| Arbitro: | Blanco Pérez |

|            |           |            |
| Moreno 74’ | Marcatori | 53’ Miguel |

#### Girone di ritorno
| Arbitro: | Tamarit Falaguera |

|                          |           |                  |
| Callejo 24’ Escudero 87’ | Marcatori | 65’, 80’ Ramírez |

| Arbitro: | Balcells Regué |

|          |           |              |
| Igoa 72’ | Marcatori | 56’ Escudero |

| Arbitro: | Balcells Regué |

|                                                       |           |              |
| Escudero 27’, 56’ Silva 40’, 71’ Coque 81’ Miguel 85’ | Marcatori | 47’ Montalvo |

| Arbitro: | Pérez Rodríguez |

|            |           |                                 |
| Domingo 9’ | Marcatori | 5’ Silva 7’ Escudero 88’ Miguel |

| Arbitro: | Arqué Martín |

|                                      |           |           |
| Miguel 8’ Callejo 70’, 82’ Coque 74’ | Marcatori | 47’ Ortiz |

| Arbitro: | Arnal Valdivieso |

|           |           |  |
| Gausí 51’ | Marcatori |  |

| Arbitro: | Méndez Alonso |

|                                   |           |  |
| Escudero 30’ Silva 86’ Molina 89’ | Marcatori |  |

| Arbitro: | Fombona Fernández |

|                     |           |          |
| Di Stéfano 24’, 84’ | Marcatori | 5’ Silva |

| Arbitro: | González Echeverría |

|                               |           |                |
| Silva 43’, 61’ Coque 51’, 85’ | Marcatori | 31’ Echeverría |

| Arbitro: | Tamarit Falaguera |

|              |           |            |
| Azkarate 87’ | Marcatori | 80’ Miguel |

| Arbitro: | Arqué Martín |

|                                      |           |         |
| Silva 56’, 58’ Callejo 76’ Coque 83’ | Marcatori | 2’ Moro |

| Oviedo 4 aprile 1954 27ª giornata | Real Oviedo      | 0 – 0 referto | Atlético Madrid | Buenavista\| Arbitro: \| Arnal Valdivieso \| |
| Arbitro:                          | Arnal Valdivieso |               |                 |                                              |

| Arbitro: | Pérez Rodríguez |

|                                  |           |           |
| Martín 6’ Escudero 26’ Coque 38’ | Marcatori | 3’ Pahiño |

| Arbitro: | Blanco Pérez |

|                  |           |            |
| Liz 48’ Arza 67’ | Marcatori | 59’ Miguel |

| Arbitro: | Arqué Martín |

|                   |           |  |
| Biosca 32’ (aut.) | Marcatori |  |

### Coppa del Generalísimo
| Arbitro: | Gardeazabal Garay |

|            |           |                                 |
| Miguel 69’ | Marcatori | 9’ Mauri 41’ Cruellas 51’ Arcas |

| Arbitro: | Gómez Arribas |

|                            |           |            |
| Piquín 15’ Casamitjana 22’ | Marcatori | 18’ Molina |

## Statistiche

### Statistiche di squadra
| Competizione           | Punti | Totale | Totale | Totale | Totale | Totale | Totale | DR  |
| Competizione           | Punti | G      | V      | N      | P      | Gf     | Gs     | DR  |
| ---------------------- | ----- | ------ | ------ | ------ | ------ | ------ | ------ | --- |
| Primera División       | 29    | 30     | 11     | 7      | 12     | 57     | 47     | +10 |
| Coppa del Generalísimo | -     | 2      | 0      | 0      | 2      | 2      | 5      | -3  |
| Totale                 | 29    | 32     | 11     | 7      | 14     | 59     | 52     | +7  |